# О’Хоран, Томас
Томас Антонио O’Хоран-и-Аргуэльо (исп. Tomás Antonio O'Horán y Argüello, 1776—1848) — мексиканский адвокат, судья и сенатор. Прожил большую часть своей жизни в Мериде (Юкатан) в Мексике.
Томас родился где-то на полуострове Юкатан, в семье Джона O’Хорана, уроженца Огейна, Ирландия, и Марии Гертрудис де Аргуэльо у Монте из Кампече. Джон прибыл на Юкатан с Канарских островов.
Томас получал образование в Соборной семинарии Кампече приблизительно с 1794 по 1799, а затем стал профессором права в той же семинарии. Он служил с октября 1823 по апрель 1825 в качестве члена Второго триумвирата Соединенных Провинций Центральной Америки, выступающей в качестве председателя каждый третий месяц. Также Томас служил в Сенате Мексики представителем Юкатана в 1835 году. Впоследствии он также был судьёй в Мериде.
Томас женился на Гертрудис Эскудеро де ла Роча. В их семье было двое детей.
Один из его сыновей, Томас O’Хоран Эскудеро (1819—1867) стал генералом мексиканских вооруженных сил, которые боролись против французского вторжения в Мексику в 1862 году, и был назначен губернатором и военным комендантом штата Мехико. Позже служил префектом долины Мехико у французов. Томас был застрелен силами Бенито Хуареса в 1867 после того, как мексиканцы вновь взяли Мехико.
Другой сын, Агустин Хорхе O’Хоран Эскудеро (1828—1884) был врачом, в честь которого названа самая старая больница в Мериде.